# Allmänna Svenska Elektriska Aktiebolaget

ASEA-Logo vor 1933

Allmänna Svenska Elektriska Aktiebolaget (ASEA) war ein schwedisches Elektrotechnikunternehmen. Am 8. Februar 1988 legte der Konzern sein Geschäft mit der Schweizer Brown, Boveri & Cie (BBC) zur Asea Brown Boveri (ABB) mit Hauptsitz in Zürich (Schweiz) zusammen. Die ASEA stellte mit dem Schweden Percy Barnevik den ersten VR-Vorsitzenden der ABB.

## Geschichte
Der Erfinder Jonas Wenström und der Geschäftsmann Ludwig Fredholm gründeten Elektriska Aktiebolaget am 17. Januar 1883 in Stockholm. 1890 fusionierte Elektriska Aktiebolaget mit der 1889 gegründeten Firma Wenströms & Granströms Elektriska Kraftbolag von Göran Wenström und wurde zur Allmänna Svenska Elektriska Aktiebolaget (ASEA). In der ersten Hälfte des 20. Jahrhunderts wurde eine Technik zur Hochspannungs-Gleichstrom-Übertragung entwickelt. Das Unternehmen arbeitete unter anderem an der Entwicklung und Produktion von Elektroausrüstungen für Lokomotiven, Straßenbahnfahrzeugen und Triebzügen.
Nach der Machtergreifung der Nationalsozialisten in Deutschland 1933 wurde das Firmenlogo geändert, das bis dahin hauptsächlich aus einem Hakenkreuz bestand. 1950 wandte sich ASEA mit dem Tochterbetrieb ASEA Atom dem Gebiet der Kernenergie zu.
Ab 1968 wurden Reaktoren für Kernkraftwerke gebaut. Am 15. Februar 1953 stellte Erik Lundblad mit einer Quintus-Presse erstmals synthetische Diamanten her. ASEA übte durch seine Dominanz einen bedeutenden Einfluss auf die Struktur der elektrotechnischen Industrie in Schweden aus.
1987, im letzten Jahr als selbständiges Unternehmen, hatte ASEA einen Umsatz von 52 Milliarden SEK (ungefähr 5,7 Milliarden Euro) und beschäftigte 77.000 Personen. Größter Anteilseigner war die Familie Wallenberg über die Investor AB.